# Arriba
Arriba is een plaats (town) in de Amerikaanse staat Colorado, en valt bestuurlijk gezien onder Lincoln County.

## Demografie
Bij de volkstelling in 2000 werd het aantal inwoners vastgesteld op 244.
In 2006 is het aantal inwoners door het United States Census Bureau geschat op 217, een daling van 27 (-11,1%).

## Geografie
Volgens het United States Census Bureau beslaat de plaats een oppervlakte van
1,2 km², geheel bestaande uit land. Arriba ligt op ongeveer 1597 m boven zeeniveau.

## Plaatsen in de nabije omgeving
De onderstaande figuur toont nabijgelegen plaatsen in een straal van 40 km rond Arriba.